# Colonia de muncă Peninsula – Valea Neagră
Colonia de muncă Peninsula – Valea Neagră a fost o colonie penitenciară din România, una din cele 10 organizate de-a lungul traseului canalului Dunăre-Marea Neagră. În acest lagăr de muncă au fost internați oponenți ai regimului comunist.